# مسجد مولای عبدالله
مسجد مولای عبدالله یک مسجد بزرگ در کنار یک مجموعه گورستان سلطنتی است که در مرکز منطقه مولای عبدالله در فس الجدید، شهر تاریخی و قلعه تاریخی در فس کشور مراکش واقع شده‌است. این بنا توسط سلطان علاوی مولای عبدالله (حاکم بین سال‌های ۱۷۲۹ و ۱۷۵۷ به‌طور متناوب) که در قبرستان مجاور به همراه اعضای بعدی این سلسله دفن شده‌است، تأسیس شد.

## بررسی اجمالی
این مسجد در فس الجدید ("فس جدید") واقع شده‌است که در اصل یک ارگ سلطنتی و شهر اداری بود که در سال ۱۲۷۶ توسط سلسله مارینیان تأسیس شد.
در ابتدا سربازان سلطان در فس الجدید حضور داشتند که این امر تا دوران مدرن و در کاخ سلطنتی نیز ادامه داشت. در قرن هفدهم، سلطان علاوی مولای رشید، کاسبا چراردا را در شمال فس الجدید ساخت تا سربازان قبیله ای خود را در آن جای دهد، که به نوبه خود فضای جدیدی از شهر را آزاد کرد. این شامل منطقه شمال غربی فس الجدید بود که از اوایل قرن ۱۸ به بعد به محله مولای عبدالله تبدیل شد.: ۲۹۶ این محل جایی است که سلطان مولای عبدالله (حکومت ۱۷۲۹–۱۷۵۷) مسجد را برپا کرد و خود پس از مرگش در آنجا به خاک سپرده شد.
این مسجد همچنین زمانی مدرسه داشت که تحصیل ابتدایی را به دانش آموزان کم سواد، در حد مطالعه قرآن را ارائه می‌کرد تا بتوانند بعداً در دانشگاه القراویین ادامه تحصیل دهند. : ۴۶۳ 
یک حمام تاریخی قدیمی نیز درست در غرب مسجد واقع شده‌است.

## گورستان سلطنتی

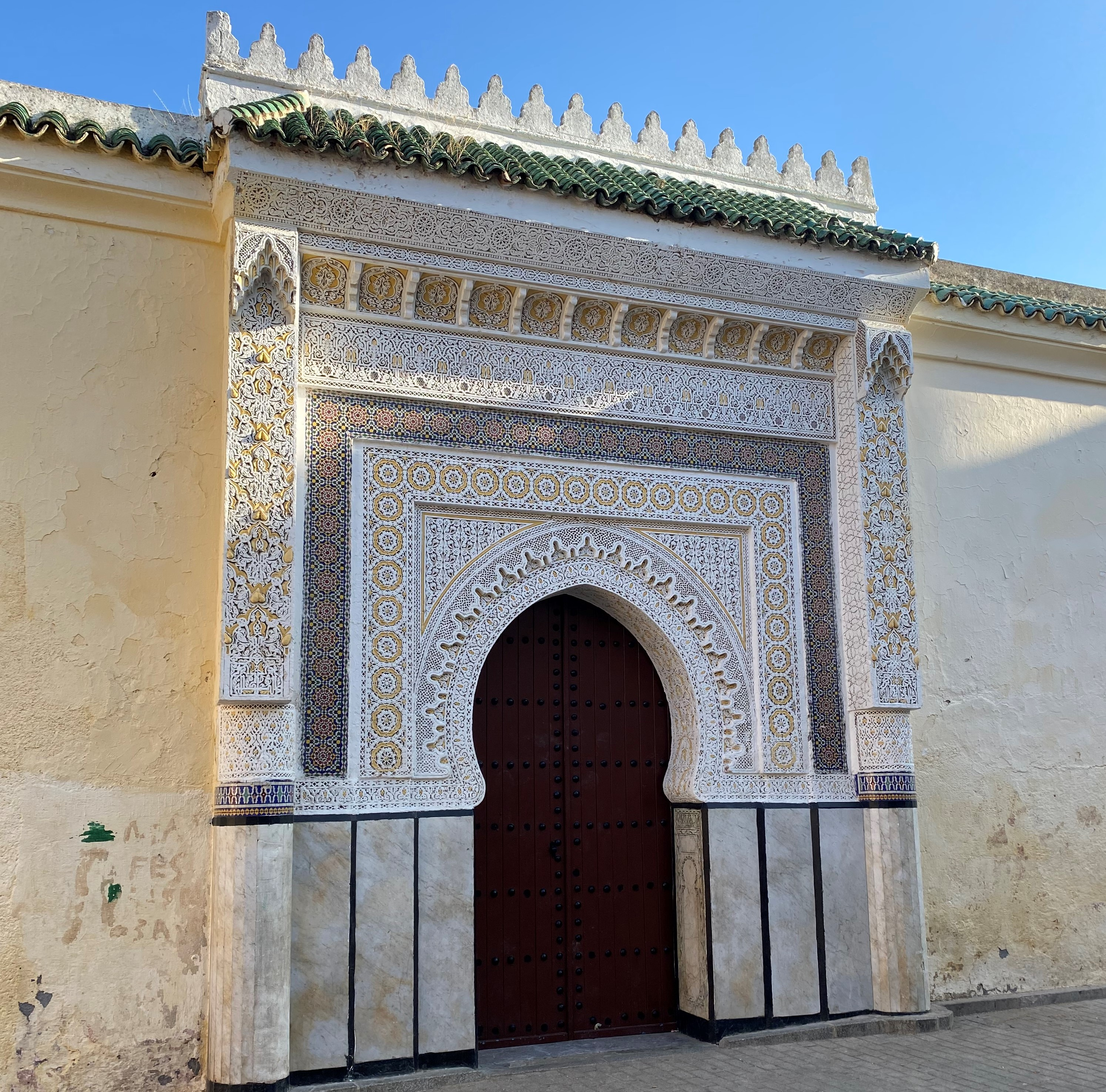
درگاه ورودی مجزا به گورستان در ضلع جنوبی مسجد

گورستان سلطنتی، قسمت جنوبی مجموعه مسجد را به خود اختصاص داده و از دو حیاط، نمازخانه و خود اتاق دفن تشکیل شده‌است. : ۱۲۷ به گفته هانری برسولت، این گورستان تا قرن هفدهم وجود داشته‌است، اما در اواسط قرن نوزدهم توسط محمد بن عبدالرحمن (قبل از به تخت نشستن او در سال ۱۸۵۹)، آن را به شکل فعلی خود تغییر داد.
سلطان عبدالله در اینجا به خاک سپرده شد. با این حال، جانشینان بلافصل او شامل محمد سوم (متوفی ۱۷۹۰) و حسن اول (متوفی ۱۸۹۴) در رباط، یزید (متوفی ۱۷۹۲) در مقبره سعدیان در مراکش، عبدالرحمن (متوفی ۱۸۵۹) در مقبره مولای اسماعیل در مکنس و محمد چهارم (متوفی ۱۸۷۳) در خانه اجدادی علویان در تفیلالت به خاک سپرده شدند.
زمانی که سلطان یوسف در سال ۱۹۲۷ در اینجا دفن شد، استفاده از مسجد مولای عبدالله به عنوان گورستان سلسله علویان احیا شد و پس از آن اسلاف مخلوع او عبدالحفید در سال ۱۹۳۷ و عبدالعزیز در سال ۱۹۴۳ به ترتیب در آنجا دفن شدند.
این سنت دوباره متوقف شد زیرا حاکمان بعدی محمد پنجم (متوفی ۱۹۶۱) و حسن دوم (متوفی ۱۹۹۹) در رباط، در مقبره محمد پنجم که در سال ۱۹۶۱–۱۹۷۱ در نزدیکی برج حسن ساخته شد، به خاک سپرده شدند.